# Desa Karangsemanding (administrativ by i Indonesien, lat -8,26, long 113,51)
Desa Karangsemanding är en administrativ by i Indonesien.   Den ligger i provinsen Jawa Timur, i den sydvästra delen av landet, 800 km öster om huvudstaden Jakarta.